# 思拓凡
思拓凡是一家位于美国紐約州的生物技术公司，前身为GE医疗的生命科学部门（整合自2004年被GE收购的Amersham plc），2020年3月被丹纳赫集团收购，4月改为现名。2023年1月丹纳赫把頗爾公司（2015年被丹纳赫收购）的生命科学业务也整合入思拓凡。